# 自然博物馆站
自然博物馆站，原定名山海关路站，位于上海靜安区石门二路街道大田路山海關路，车站主体位于路口西北角，呈南北向。为上海轨道交通13号线一期的地下车站，2015年12月19日启用。
本站工程名为自然博物馆站，2012年地名办最初定名山海关路站，2015年自然博物馆新馆建成后最终在申通地铁争取下更名为自然博物馆站。但当时已制作好的车内闪灯图仍然保留了山海关路站相关标识，并于开通后被贴纸覆盖。

## 车站结构

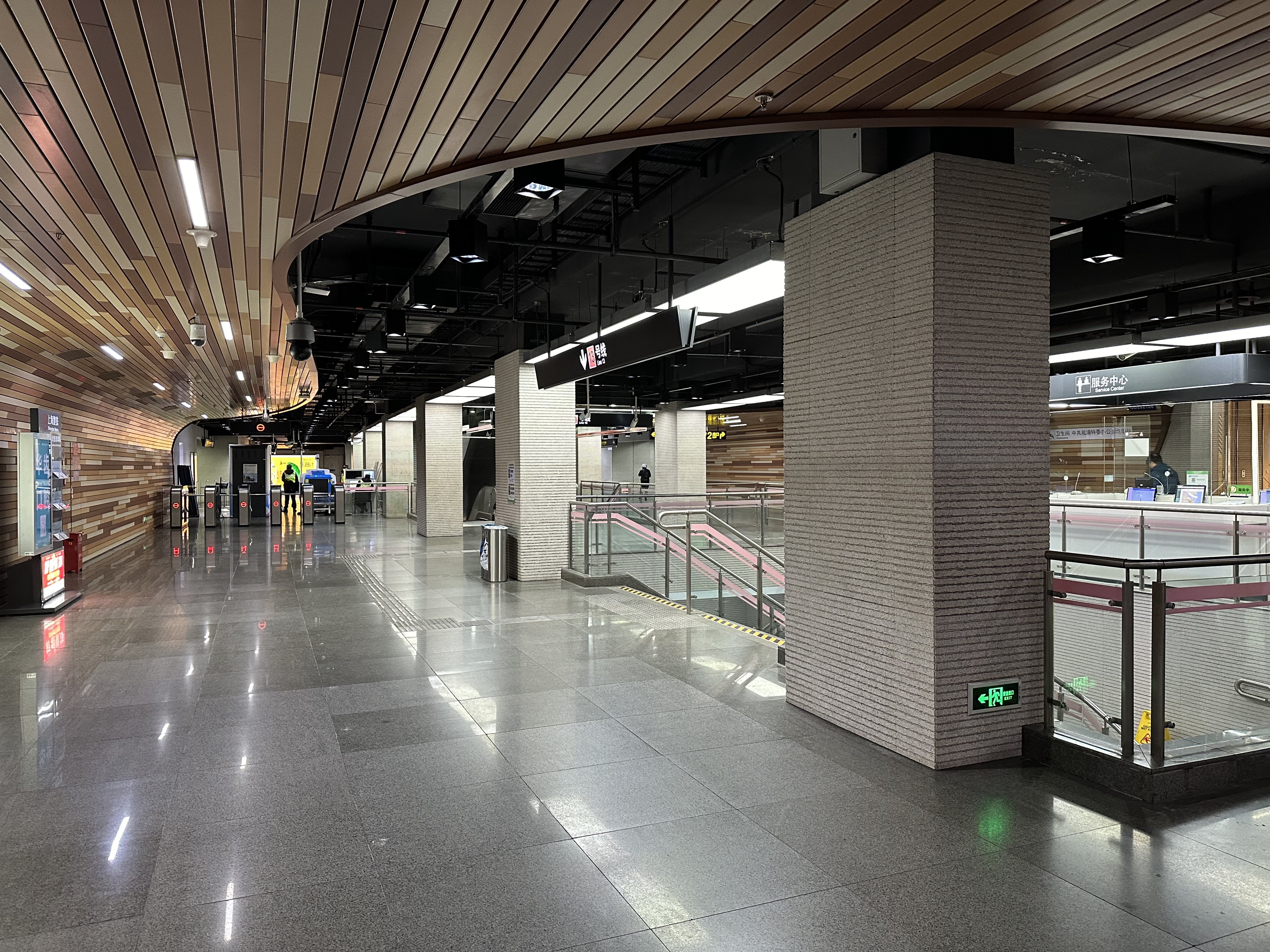
位于地下二层的站厅

自然博物馆站为地下四层结构。地下一层与地下三层为设备层，地下二层是站厅层，地下四层是站台层。本站站体结构与自然博物馆及静安60号地块（博华大厦）共建，在慈溪路、新闸路、大田路一带形成大小深度不一、互相重叠的十多个基坑。车站及地块周边有地下变电站、育才中学、旧住宅等构筑物，开挖环境复杂，时间又正逢上海世博会，环保要求高。为此上海市科委组织了专项研究。
| 地面层   | 出入口             | 1-3出入口                        |  |  |
| 地下一层 | 设备层             |                                  |  |  |
| 地下二层 | 站厅               | 票务服务、自动售票机、人工服务台 |  |  |
| 地下三层 | 设备层             |                                  |  |  |
| 地下四层 | ①站台              | █ 13号线 往金运路（汉中路）      |  |  |
|          | 岛式站台，左侧开门 |                                  |  |  |
|          | ②站台              | █ 13号线 往张江路（南京西路）    |  |  |

## 车站出口
自然博物馆站共有3个出入口，各出入口如下所示：
| 出口编号            | 出口指示                 | 照片 |
| ------------------- | ------------------------ | ---- |
| 1 · 出口 · （设有） | 山海关路，上海自然博物馆 |      |
| 2 · 出口            | 山海关路，慈溪路         |      |
| 3 · 出口            | 新闸路                   |      |
| 图例： 设有         |                          |      |